# Hôtel du Croissant

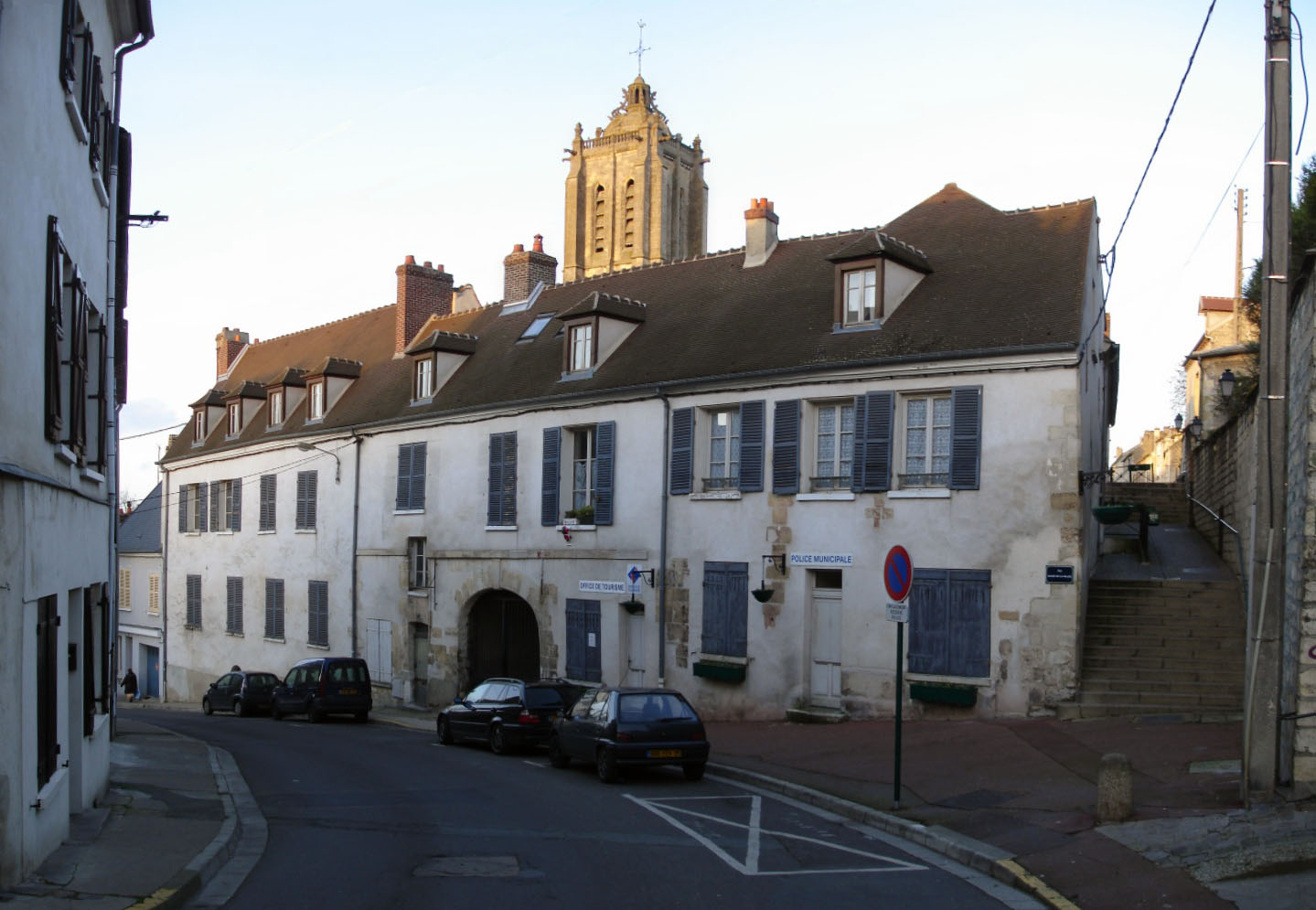
Hôtel du Croissant (Bildmitte mit Rundbogentor)

Das Hôtel du Croissant in Beaumont-sur-Oise, einer französischen Gemeinde im Département Val-d’Oise in der Region Île-de-France, wurde im 16. oder 17. Jahrhundert errichtet. Das Gebäude an der Rue Basse-de-la-Vallée Nr. 2 ist seit 1984 ein geschütztes Monument historique.
Das Hôtel du Croissant wurde als Poststation an der Verbindung von Paris nach Beauvais erbaut. Das rundbogige Portal führt zu einem Innenhof, der von vier Gebäuden gesäumt wird. Diese dienten als Herberge für die Reisenden, als Stall für die Pferde und als Remise für die Postkutschen.